# Harvey Jason
Pour les articles homonymes, voir Jason (homonymie).
Harvey Jason est un acteur britannique né le 29 février 1940 à Londres (Royaume-Uni).

## Filmographie

### Cinéma
- 1964 : Lilith : Patient (non crédité)
- 1968 : Star! : Bert
- 1969 : Gaily, Gaily : Quinn
- 1970 : Trop tard pour les héros : Signalman Scott
- 1971 : Cold Turkey : Hypnotist
- 1972 : Necromancy : Dr. Jay
- 1973 : L'Or noir de l'Oklahoma : Wilcox
- 1973 : Sauvez le tigre : Rico
- 1974 : Lost in the Stars : Arthur Jarvis
- 1975 : Dr. Minx : David Brown
- 1975 : I Wonder Who's Killing Her Now? : Mr. Patlow
- 1975 : The Specialist (en) : Hardin Smith
- 1976 : Captains and the Kings : Harry Zieff
- 1976 : Chewing gum rallye : Lapchik the Mad Hungarian - Kawasaki
- 1976 : Le Riche et le Pauvre : Pinky
- 1979 : Terreur à bord : Plessier
- 1986 : Bad Guys : Prof. Gimble
- 1988 : Oliver et Compagnie : Additional Voice (voice)
- 1990 : Air America : Nino
- 1990 : La Fièvre d'aimer : Additional Voice (voice)
- 1990 : The Platinum Triangle : Victor Kolter
- 1992 : Les Aventures de Zak et Crysta dans la forêt tropicale de FernGully : Voix additionnelle
- 1996 : Street Corner Justice : Lou Wisceman
- 1997 : Le Monde perdu : Jurassic Park : Ajay Sidhu

### Courts-métrages
- 1996 : Life Happens
- 2014 : Mystery Pier Books

### Télévision

#### Séries télévisées
- 1961 : Naked City : Emcee
- 1967 : Annie, agent très spécial : Cecil / Bebe / Terry Crump
- 1967 : Batman : Scudder
- 1967 : Commando du désert : Perkins
- 1967 : Daktari : Krishna Rumar
- 1967 : That Girl : Bruce
- 1968 : Cowboy in Africa (en) : Albert
- 1968 : The Legend of Robin Hood : Will Scarlet
- 1969 : Les Bannis : Limey
- 1969 : My Friend Tony : David Gresham
- 1970 : La Sœur volante : Fernando Morales
- 1970 : The Young Rebels (en) : Corporal Davies
- 1970-1971 : Laugh-In : Regular Performer
- 1972 : Columbo : The Director
- 1972 : Night Gallery : Morrow (segment "The Funeral")
- 1973 : Bob et Carole et Ted et Alice : Gus
- 1973 : L'Homme de fer : Newsman Jack Pizarro
- 1973 : Sanford and Son : Doctor Stewart
- 1974 : Amy Prentiss : Fleishman
- 1974 : Les Rues de San Francisco : Warburton
- 1974 : Sergent Anderson : Don
- 1975 : Barnaby Jones : Bartender
- 1975 : Cannon : Salim
- 1975 : Caribe : Waite
- 1975 : Harry O : Dr. William Bronson
- 1975 : Hawaï police d'État : Ram Bushan
- 1977 : CPO Sharkey : Hunt
- 1977 : Drôles de dames : Alvin
- 1977 : L'Homme de l'Atlantide : Dashki
- 1978 : Chips : Lee
- 1978 : Greatest Heroes of the Bible : Reuben
- 1978 : La croisière s'amuse : Howard Wilson
- 1978 : Wonder Woman : Professor Brubaker
- 1981 : Archie Bunker's Place : Mr. Freeman
- 1982-1983 : Frank, chasseur de fauves : Bhundi
- 1983 : Trapper John, M.D. (en) : Martin Hopkins
- 1984 : Supercopter : Alexi Provov
- 1984-1985 : L'Homme qui tombe à pic : Rudolph / Grant Lewellen
- 1985 : Harry Fox, le vieux renard (en) (Crazy Like a Fox)
- 1985 : Les deux font la paire : James Brand
- 1986 : Blacke's Magic
- 1986 : Foley Square : Waiter
- 1986 : K 2000 : Marco Berio
- 1986 : Lazer Tag Academy : Voix additionnelles
- 1986 : Père et impair (en) (You Again?) : Maitre d'
- 1986 : Sacrée Famille : Pierre
- 1986 : Valérie : Carlos
- 1987 : Le Magicien : Redman
- 1987 : Ohara : Cole
- 1987 : Texas police (en) (Houston Knights)
- 1988 : Star Trek : La Nouvelle Génération : Felix Leech
- 1988 : Tribunal de nuit (Night Court) : Maurice
- 1989 : Duo d'enfer
- 1989 : Dynastie : Ray Montana
- 1990 : Alien Nation : Mr. Hopper
- 1990 : Sois prof et tais-toi ! : Vadja Zog
- 1991 : La Maison en folie : Dr. Wakefield
- 1992 : Major Dad : Emir of Katodd
- 1992-1994 : Un drôle de shérif : Rabbi Barry Wald
- 1993 : La Loi de Los Angeles : Dr. Kaiser, Psychiatrist
- 1994 : Diagnostic : Meurtre : Stuart Westlake
- 1996 : Seinfeld : Auctioneer

#### Téléfilms
- 1968 : Elizabeth the Queen : Herald
- 1971 : Arnold's Closet Revue
- 1973 : Genesis II : Singh
- 1974 : Judgment: The Trial of Julius and Ethel Rosenberg : Roy Cohn
- 1974 : Smile Jenny, You're Dead : Portrait Photographer
- 1976 : Widow : Aaron
- 1979 : Heaven Only Knows
- 1984 : The Fantastic World of D.C. Collins : Dutch
- 1991 : Hi Honey - I'm Dead : Dr. Jahundi
- 1995 : The O.J. Simpson Story : Howard Weitzman